# Prințul Michael de Kent
Prințul Michael de Kent (n. 4 iulie 1942) este membru al casei regale britanice, nepot al regelui George al V-lea și al reginei Mary și văr al reginei Elisabeta a II-a.
Prințul Michael de Kent are îndatoriri regale oficiale, reprezentând-o pe regină la unele evenimente din cadrul Commonwealth, în afara Regatului Unit. Altfel, deține propria afacere de consultanță, având contracte comerciale în întreaga lume. A fost numit după Marele Duce Mihail Alexandrovici al Rusiei, fratele mai mic al țarului Nicolae al II-lea al Rusiei și văr primar al bunicilor săi.

## Origini

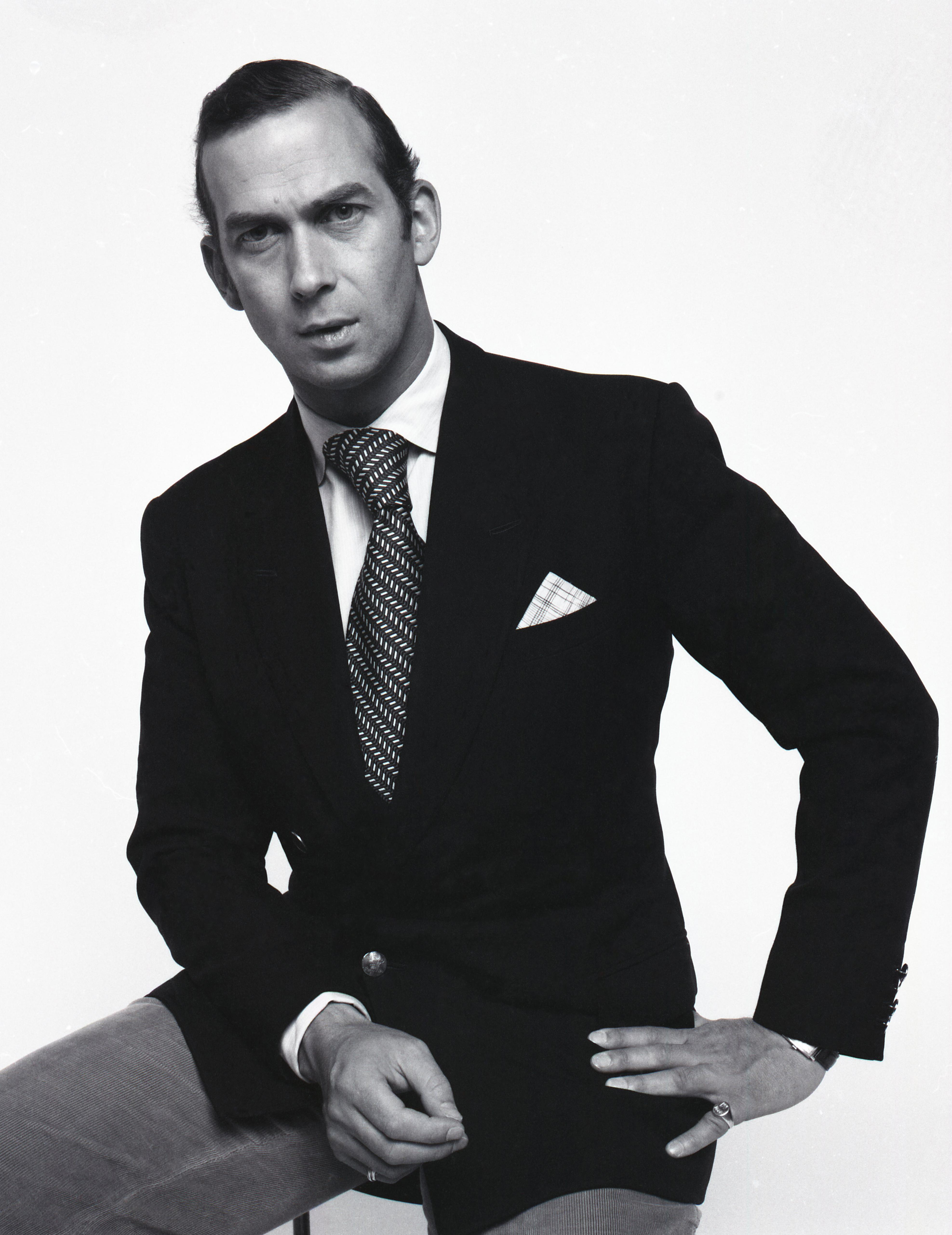
Prințul Michael de Kent.

Prințul Michael de Kent s-a născut la 4 iulie 1942, la Coppins, Iver, Buckinghamshire. Tatăl lui a fost Ducele de Kent, al patrulea fiu al regelui George al V-lea și al reginei Mary; acesta a murit într-un accident de avion în Scoția la 25 august 1942, la doar șase săptămâni după nașterea prințului Michael. La naștere, prințul era al șaptelea în ordinea succesiunii la tronul britanic.
Mama lui a fost Ducesa de Kent (născută Prințesa Marina a Greciei și a Danemarcei), fiica Prințului Nicolae al Greciei și al Danemarcei și a Marii Ducese Elena Vladimirovna a Rusiei. Fiind nepot al unui suveran britanic pe linie masculină, este prinț al Regatului Unit.
A fost botezat la 4 august 1942 la Castelul Windsor. Nașii săi au fost: regele George al VI-lea (unchiul patern); regina Wilhelmina a Olandei; regele Haakon  al Norvegiei; Președintele american Roosevelt; Prințesa Moștenitoare a Greciei; Ducele de Gloucester; Prințesa Victoria de Hesse și de Rin (verișoara lui); și Lady Patricia Ramsay (verișoara lui).
La vârsta de 5 ani, Prințul Michael a fost paj la nunta verilor săi, Prințesa Elisabeta și Ducele de Edinburgh.

## Căsătorie

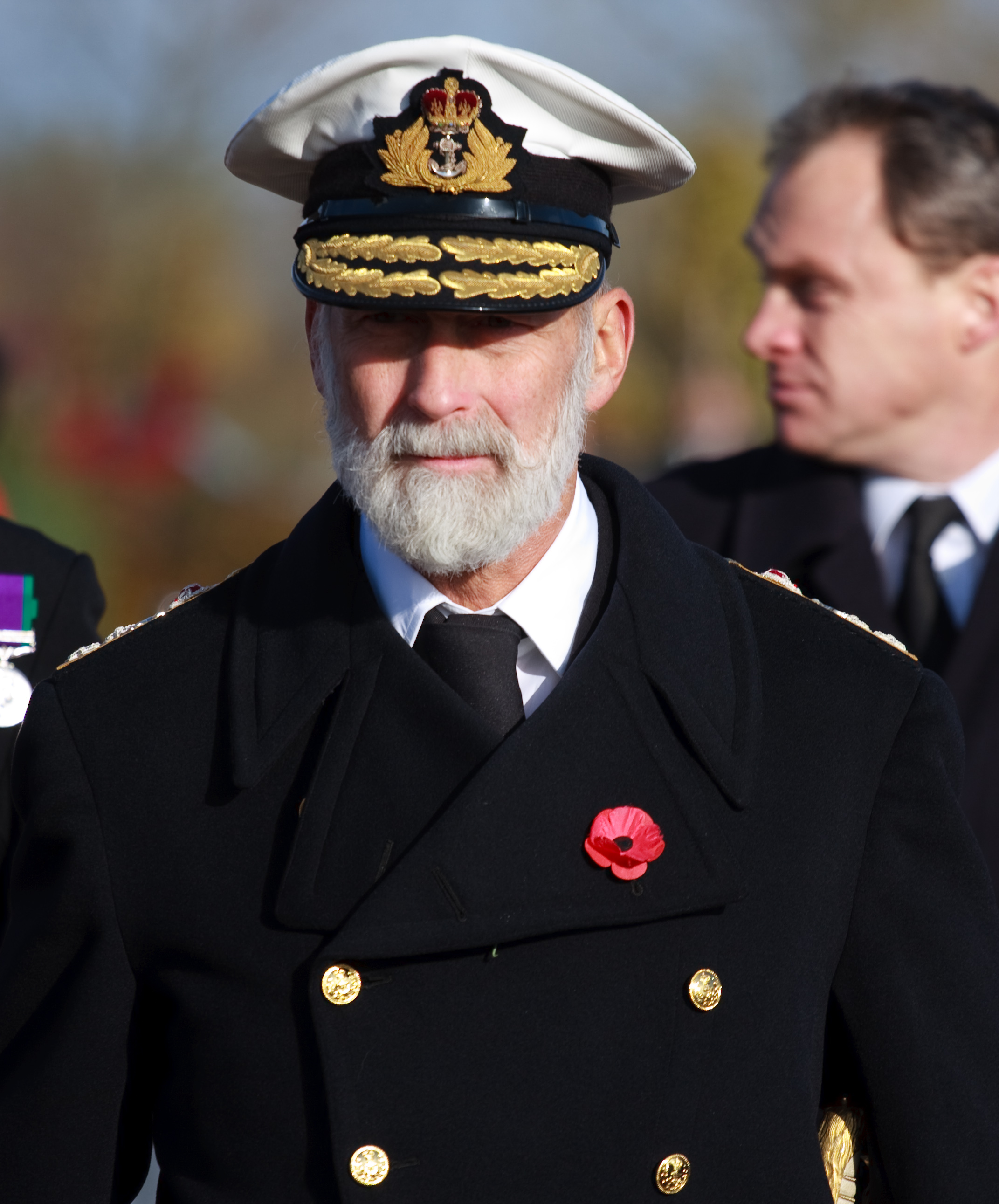
Michael de Kent.

La 30 iunie 1978, Prințul Michael s-a căsătorit printr-o ceremonie civilă la Rathaus, Viena, cu Baroneasa Marie-Christine von Reibnitz, singurul copil al Baronului Gunther Hubertus von Reibnitz și al soției lui, Maria Anna Carolina Franziska Walpurga Bernadette, Contesă Szapáry de Muraszombath, Széchysziget și Szapár.
Căsătoria prințului a fost controversată, nu numai pentru că baroneasa era romano-catolică, ci și pentru că era divorțată. Aceasta mai fusese căsătorită cu bancherul Thomas Troubridge, de care se despărțise în 1973 și divorțase în 1977; această căsătorie a fost anulată de biserica romano-catolică un an mai târziu, cu doar două luni înainte de nunta cu Prințul Michael.
În urma căsătoriei cu o romano-catolică, Prințul și-a pierdut locul în ordinea succesiunii la tronul britanic, în conformitate cu legea succesiunii la tron de la vremea respectivă. Începând cu 26 martie 2015, când a intrat în vigoare Acordul de la Perth, prin care s-a modificat legea astfel încât persoanele căsătorite cu romano-catolici să nu mai fie excluse de la tron, Prințul Michael și-a recăpătat locul în ordinea succesiunii.
Prințul și Prințesa Michael de Kent au doi copii, care sunt la rândul lor în ordinea succesiunii la tron, deoarece nu sunt romano-catolici:
- Lordul Frederick Windsor, născut la 6 aprilie 1979; căsătorit la 12 septembrie 2009 cu Sophie Winkleman. A studiat la Colegiul Eton și la Magdalen College, Oxford. Are o fiică, Maud, născută în 2014.
- Lady Gabriella Windsor, născută la 23 aprilie 1981. A studiat la Downe House, Brown University, SUA, și Linacre College, Oxford.